# Государственный музей А. М. Горького
Государственный ордена Знак Почёта музей А. М. Горького — учреждение культуры Нижнего Новгорода.
Представляет собой объединение трёх музеев (филиалов) :
- Литературный музей, ул. Минина, 26.
- Музей-квартира А. М. Горького, ул. Семашко, 19.
- Музей детства А. М. Горького «Домик Каширина», Почтовый съезд, 21.

Администрация находится по адресу Нижний Новгород, ул. Минина, 26.

## История
Литературный музей в городе Горький был создан в 1928 году.
Первоначально Литературный музей занял три комнаты в Областной библиотеке имени В. И. Ленина. По современному адресу переехал в 1934 году: к 40-летнему юбилею литературной деятельности А. М. Горького в 1932 году Литературный музей был снят с бюджета областной библиотеки и стал самостоятельным учреждением при краевом отделе народного образования. Большое участие в пополнении экспонатов музея оказал сам Горький, передав музею более 100 своих книг, около 300 ценных подарков, картины П. П. Кончаловского, А. А. Рылова, Б. М. Кустодиева.
В 1936 году Нижегородскому горсовету было предложено освободить для музея весь второй этаж и оформить передачу этого здания музею. В 1937 года музей был реорганизован в Горьковский филиал центрального музея А. М. Горького.
1 января 1938 года был открыт «Домик Каширина».
В годы Великой Отечественной войны здание музея было занято под госпиталь, а сам музей отправлен в эвакуацию в село Большие Селки Тоншаевского района Горьковской области. Под размещение музея предоставили здание бывшей церкви. Председатель местного райисполкома обеспечил сотрудников музея жилплощадью, за ними сохранялась заработная плата и занимаемая прежде жилплощадь в г. Горьком.
В 1943 году музей возвратился из эвакуации и возобновил свою работу. Временно он разместился на третьем этаже здания краеведческого музея на Верхне-Волжской набережной. Его посещали бойцы и офицеры Красной армии, курсанты военных школ, раненые из военных госпиталей.
В 1947 году музею возвратили прежнее здание на улице Минина.
В 1957 году Литературный музей и Домик Каширина были объединены в единый Государственный музей А. М. Горького, были объединены силы научных сотрудников, разные по характеру экспозиции стали дополнять друг друга.
В 1967 году музей был удостоен почётного звания «Лучший музей РСФСР», а в 1979 году Указом Президиума Верховного Совета СССР награждён орденом «Знак Почёта».
В 1971 году в музее были открыты ещё два филиала: Музей-квартира М. Горького (последняя нижегородская квартира писателя) и первый и единственный в мире Музей Н. А. Добролюбова. Кроме того, к Государственному музею был отнесён и Музей Ф. И. Шаляпина, открытый в 1965 году.
С июня 2019 года музей находился на реставрации, а 25 июня 2020 года в нём случился пожар, площадь которого составила около 500 кв. м, произошло частичное обрушение чердачного перекрытия